# Нижнее (Брянская область)
Нижнее — село в Стародубском районе Брянской области России. Входит в состав Каменского сельского поселения.

## География
Расположено в 18 км к западу-юго-западу от Стародуба, по обоим берегам реки Титва, на западном краю Стародубского ополья.

## История

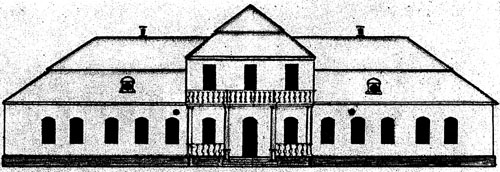
Дом Миклашевских в с. Нижнее, в котором в 1787 году ночевала Екатерина II. Со старинного чертежа.

Впервые упоминается в 1620 году как уже существующее село. К первой половине XVIII столетия — одно из крупнейших сел Стародубщины. В XVII—XVIII веках входило в полковую (1-ю) сотню Стародубского полка; с 1782 по 1929 в Стародубском уезде (с 1861 по 1923 — центр Нижневской волости, позднее в Стародубской волости). По социальному составу Нижнее — село с крестьянским населением. До начала XX века — центр иконописного промысла; в XIX веке действовал винокуренный завод. В конце XIX века открыта земская школа. В середине XX века — колхозы «Новая жизнь», «Рассвет», «Красная гора», «Красный боевик», и «имени Сталина»; с 1960-х годов — колхоз имени XXII партсъезда (обанкротился). До 2005 — центр Нижневского сельсовета. Максимальное число жителей зарегистрировано в 1917 году — 3610 человек.

## Население
| 2010 | 2013 |
| ---- | ---- |
| 447  | ↘404 |

## Инфраструктура
Работают: детский сад, амбулатория, почтовое отделение, 2 магазина, аптечный пункт. Действует комплекс крупного рогатого скота на 800 голов ООО «Русское молоко».

## Исторические объекты
В Нижнем существовали два приходских храма: церковь Рождества Богородицы (известна с XVII в.; в 1817 построена каменным зданием, упоминается до 1917 г., не сохранилась); в 1763 г. возведена деревянная Покровская церковь (закрыта в 1939 г., не сохранилась).
В селе и рядом с ним расположены городище юхновской культуры и 4 древнерусских селища X—XIII вв.